# Liste des stations du métro de Naples

Carte du réseau

Liste des stations du métro de Naples.
Correspondances indiquées entre parenthèses

## Ligne 1 (ANM)
- Piscinola Scampia (Ligne 11)
- Chiaiano Marianella
- Frullone San Rocco
- Colli Aminei
- Policlinico
- Rione Alto
- Montedonzelli
- Medaglie d'Oro
- Vanvitelli
- Quattro Giornate
- Salvator Rosa
- Materdei
- Museo (chemin de fer Trenitalia)
- Dante
- Toledo
- Municipio (chemin de Ligne 6)
- Università
- Duomo
- Garibaldi (chemin de fer Trenitalia et Circumvesuviana)

## Ligne 6 (ANM)
- Municipio
- Chiaia
- San Pasquale
- Arco Mirelli
- Mergellina (Gare de Naples Mergellina, chemin de fer Trenitalia)
- Lala
- Augusto
- Mostra (chemins de fer Trenitalia et Cumana)